# 約瑟夫·博斯金
約瑟夫·博斯金（英語：Joseph Boskin）是一名美國歷史學家，波士頓大學歷史、種族和城市研究的榮譽退休教授。他的興趣包括美國社會歷史、流行文化、種族、衝突與暴力以及幽默研究。

## 教育與成就
- B.A.：紐約州立大學奧斯威格分校（英语：State University of New York at Oswego）（1947年－1951年）
- M.A.：紐約大學（1951年－1952年）
- Ph.D.：明尼蘇達大學（1954年－1959年）

博斯金自1969年起在波士頓大學任職。
其他專業協會包括：洛杉磯法律與城市研究研究所主任（1970－71），以及國際幽默研究雜誌編輯委員會。

## 愚人節歷史
1983年，一位美聯社的記者向博金斯詢問有關愚人節的起源。他當下編了一個故事，說愚人節起源於康士坦丁大帝時期，當時一群宮廷弄臣開玩笑地說他們可以把帝國治理的更好，被逗樂的國王即提名一位名叫庫格爾的弄臣做一日國王。隨後庫格爾下詔要求全國百姓都要模仿宮廷弄臣，用荒誕的言行來慶祝這個荒誕的一天，而這個習俗也成為一年一度的盛事。博金斯解釋說弄臣時常把自己的遠見以幽默的方式表達出來，4月1日其實是個嚴肅的日子，庫格爾這麼做必有其用意。這個故事被美聯社與其他媒體所採用，直到博金斯揭穿自已的惡作劇。